# Šaban Šaulić
Šaban Šaulić (srp. Шабан Шаулић; Šabac, 6. rujna 1951. – Bielefeld, 17. veljače 2019.), bio je poznati srbijanski pjevač narodne glazbe romskog podrijetla. U tijeku bogate karijere od publike i medija dobio je nadimak "kralj narodne muzike" (hrv.: kralj narodne glazbe). Njegove pjesme Dođi da ostarimo zajedno i Dva galeba bela smatraju se najboljim ikad otpjevanim narodnim pjesmama.[nedostaje izvor] Do 1976. godine, autor njegovih pjesama bio je Budimir "Buca" Jovanović, a od iste je godine pa nadalje, sve svoje hitove pisao sam.

## Životopis
Šaban Šaulić je rođen 6. rujna 1951. u Šapcu. Njegova majka Ilduza Demirović je iz Bijeljine, gdje je on i sam proveo podosta vremena. Šaban je od čak 1974. pa do 2001. godine nosio periku, jer mu je vremenom opala kosa.

### Karijera
Prvi album Šaban Šaulić objavio je 1969. godine, kada je imao osamnaest godina. Sve do 1976. godine, autor njegovih pjesama bio je Budimir Jovanović, a od iste je godine sve svoje hitove, pisao osobno.
Godine 1985. napisao je pjesmu Gordana koju je posvetio svojoj supruzi. Pjesme Dođi da ostarimo zajedno i Dva galeba bela smatraju se jednim od najboljih ikad otpjevanih pjesama narodnog žanra. Osim navedenih pjesama, veliki hitovi Šabana Šaulića bili su i Uvenuće narcis beli, Sine, Danima te čekam, Snežana, Odlaziš, odlaziš, Pozn'o bih te međ' hiljadu žena i brojne druge.

### Privatni život
Šaulić je živio i djelovao u Beogradu. Sa svojom suprugom Gordanom (r. 1958.), imao je troje djece, kćerke Sanelu i Ildu te sina Mihajla. Šaban i Gordana Šaulić vjenčali su se 1974. godine.

### Smrt
17. veljače 2019. godine, svega nekoliko sati poslije svoga posljednjeg koncerta, Šaban Šaulić doživio je prometnu nesreću na autocesti "A2", nedaleko gradova Bielefelda i Dortmunda. Naime, sa Šaulićem su u automobilu bili i glazbenik Mirsad Kerić (1976. – 19. veljače 2019.), koji je upravljao te Šabanov kum Slobodan Stojadinović, koji je prošao s lakšim ozljedama. 34-godišnji vozač turske nacionalnosti zabio se u stražnji dio Seat Ibiza u kojem je putovao Šaulić. Šaban Šaulić umro je u 67. godini života, u 10:25 sati, od posljedica teških i po život opasnih ozljeda, zadobivenih u nesreći. 34-godišnjak vozio je bez vozačke dozvole, pod utjecajem alkohola.Pokopan je 22. veljače 2019. godine u "Aleji zaslužnih građana" na Novom groblju u Beogradu, pred mnogim okupljenima, među njima obitelji, kolegama i drugima.

## Diskografija
- 1969.: Dajte mi utjehu
- 1970.: Sutra nek dođe kraj
- 1970.: Zbog neverstva jedne žene
- 1971.: Sada je svemu kraj
- 1972.: Sjećam se te žene
- 1972.: Bio sam pijanac
- 1976.: Šaban Šaulić
- 1978.: Dva galeba bela
- 1979.: Dođi da ostarimo zajedno
- 1980.: Ponovo smo na početku sreće
- 1981.: Meni je s tobom sreća obećana
- 1982.: Svetlana
- 1984.: Tebi ne mogu da kažem ne
- 1985.: Kafanska noć
- 1986.: Kad bi čaša znala
- 1986.: Vanredan album
- 1987.: Kralj boema, Verujem u ljubav
- 1988.: Samo za nju
- 1988.: Ljubav je velika tajna
- 1989.: Ljubav je pesma i mnogo više
- 1990.: Pomozi mi druže, pomozi mi brate
- 1992.: Anđeoska vrata
- 1994.: Ljubavna drama
- 1995.: Volim da te volim
- 1996.: Tebi koja si ostala
- 1997.: Ljubav je slatka robija
- 1998.: Tebe da zaboravim
- 1999.: Za novi milenijum
- 2001.: Album 2001
- 2002.: Kralj i sluga
- 2003.: Album 2003 - Live
- 2004.: Album 2004
- 2005.: Telo uz telo
- 2006.: Bogati siromah
- 2008.: Milicu Stojan voleo

## Vanjske poveznice
- Šaban Šaulić u internetskoj bazi filmova IMDb-a